# براتشي ميشرا
براتشي ميشرا (بالإنجليزية: Prachi Mishra Raghavendra)‏ هي عارضة أزياء هندية من مواليد 11 فبراير 1988 بأتر برديش. وقد توجت فيمينا ملكة جمال الهند الأرض عام 2012. كما تم تتويج ملكة جمال الخلق خلال المسابقات الفرعية لفيمينا ملكة جمال الهند 2012، مثلت الهند في ملكة جمال الأرض 2012 التي عقدت في مانيلا، الفلبين. فازت بميدالية ذهبية لملكة جمال فريندشيب في المجموعة الأولى في مسابقة ملكة جمال الأرض عام 2012 ، وحصلت على جائزة ملكة جمال اللطافة 2012.

## الروابط الخارجية
- ملكة جمال الهند - الموقع الرسمي
- ملكة جمال الهند - الملف الشخصي

| الجوائز و الإنجازات | الجوائز و الإنجازات   | الجوائز و الإنجازات   |
| ------------------- | --------------------- | --------------------- |
| سبقه Hasleen Kaur   | Miss Earth India 2012 | تبعه سوبهيتا دوليبالا |